# Bernard Plasait
 (juillet 2011).
Si vous disposez d'ouvrages ou d'articles de référence ou si vous connaissez des sites web de qualité traitant du thème abordé ici, merci de compléter l'article en donnant les références utiles à sa vérifiabilité et en les liant à la section « Notes et références ».
Bernard Plasait, né le 20 juin 1940 dans le Cantal, est un homme politique français. 
Il a été sénateur de Paris de 1995 à 2004, conseiller de Paris de 1983 à 2002, adjoint au maire de Paris, Conseiller régional d’Ile-de-France, membre du Conseil économique, social et environnemental. 

## Biographie
Il a fait ses études au collège de Juilly, à l’école Massillon et au lycée Charlemagne puis aux facultés de droit et de lettres à Paris.

## Carrière professionnelle
De 1965 à 2000, il dirige Plasait Orfèvre, une entreprise de création et de fabrication d’argenterie implantée place des Vosges à Paris. Il réédite des pièces rares de collection pour la Réunion des musées nationaux (RMN) et, en 1969, il reçoit le Grand Prix des créations françaises. Pour le compte de grands décorateurs parisiens, il crée des lignes nouvelles pour le décor de la maison. 
En 1987, il crée le Petit musée de l’argenterie insolite pour la conservation des objets témoins de l’art de vivre des siècles passés et dont il réédite certaines pièces singulières et étonnantes. Il participe en 1992 à la création d’Expression française, groupement d’entreprises d’art et de création pour favoriser les exportations. Il est en 1995 membre fondateur du comité Signé Paris destiné à la promotion des arts de la table.

### Carrière politique
Bernard Plasait entre en politique en 1969 chez les Républicains Indépendants pour soutenir l’action de Valéry Giscard d’Estaing qui se définissait « libéral, centriste et européen ».
En 1973, il fait équipe avec Yves Galland, en qualité de suppléant, aux législatives dans le centre de Paris (1re circonscription). En 1974, sous l'autorité de Jacques Dominati, il dirige la campagne présidentielle de Giscard à Paris.[réf. nécessaire]
De 1974 à 1977, Il est vice-président de Paris Avenir, une association qui regroupe les Républicains indépendants, les centristes du CDS et les Radicaux valoisiens. Ce mouvement politique qui préfigure sur Paris la future UDF, est créé par Jacques Dominati pour préparer activement cette révolution politique parisienne qui consistera à doter la capitale d’un maire élu. Objectif atteint aux municipales de 1977.[réf. nécessaire]
De 1983 à 1997, il est président de la fédération de Paris des RI (Républicains Indépendants), puis du PR (Parti Républicain). Rapporteur de la commission sécurité /justice du PR, en 1997, il contribue à lancer Démocratie Libérale avec Alain Madelin. Il en est secrétaire national, puis vice-président national en 1998 et en préside la fédération de Paris jusqu’en 2002.[réf. nécessaire]
Sa présidence parisienne des RI, de PR et de DL de 1983 à 2001 lui a permis de mener pendant 18 ans de nombreuses actions dans un esprit libéral. Il anime un journal, Paris Républicain Libéral, organise les Rendez-vous d’actualité avec des personnalités du monde politique, économique et social, propose des forums pour la conception d’un Projet libéral pour Paris. En 1987 il organise à la grande halle de la Villette la Nuit des Réussites avec la participation des huit ministres libéraux du gouvernement (François Léotard, Alain Madelin, Gérard Longuet, André Giraud, Jacques Douffiagues, Jean-Jacques Descamps, Claude Malhuret et Philippe de Villiers) pour mettre en lumière les vertus créatrices des politiques libérales.[réf. nécessaire]
De 1983 à 2001, il est conseiller de Paris (du XVIIe en 1983, puis du XIVe en 1989) et siège au groupe Paris Liberté dont il est vice-président. Au Conseil de Paris, il est d’abord vice-président du Conseil général de Paris (chargé de l’administration générale et du personnel départemental), puis adjoint au maire de Paris Jacques Chirac chargé successivement de l’informatisation des services municipaux, puis du tourisme et de la promotion de Paris (1989-1995). Chargé du tourisme à Paris comme adjoint au maire pendant six ans, il devient aussi Président-délégué du Comité régional du tourisme lorsqu’il est élu conseiller régional d’Ile de France en 1992. Grâce à ce double titre, il a pu mener une politique dynamique de fédération de tous les acteurs, professionnels et institutionnels du tourisme de la Région Ile-de-France. L’objectif était, d’une part, de renforcer la position de Paris dans le domaine du tourisme d’affaires (Congrès, salons, expositions  et événementiels), et d’autre part, de favoriser les aménagements pour un tourisme de loisirs de qualité en renforçant l’image de Paris, ville animée et accueillante. Les différentes actions ont été menées après l’élaboration d’un Plan d’aménagement du tourisme parisien en 1991. Les premières Assises du tourisme ont été réunies en 1990. L’association Paris Promotion, chargée de la promotion internationale de la ville, a été créée en 1991, et le Bureau des Congrès et des salons de Paris en 1994. Pour permettre l’augmentation des budgets de promotion, la taxe de séjour a été instaurée en 1993. Des outils d’information et de promotion ont été élaborés : le guide Paris Mode d’Emploi ; le Guide du tourisme d’affaires ; un film promotionnel Paris, le plus beau des voyages ; un service d’information Paris Mode d’Emploi par téléphone… Des manifestations annuelles ont été créées : le Grand Prix du tourisme Paris-Ile de France ainsi qu'un salon professionnel, Rendez-vous Paris-Ile–de-France, qui permettait aux acteurs du tourisme de rencontrer les plus importants tour-opérateurs mondiaux... De 1995 à 2001 il est quatrième adjoint au Maire de Paris, chargé de la circulation, du stationnement, des transports et de la voirie. Dans cette fonction, il met en œuvre une nouvelle politique des déplacements pour respecter à la fois la qualité de vie des Parisiens et l’activité économique de la capitale.  Il est l’initiateur du Plan vélo et des premières pistes cyclables à Paris. À ce titre, la capitale reçoit le prix Guidon d’Or en  1997. Soucieux des problèmes d’environnement, il anime le Groupe d’étude sur la place de la voiture dans la ville pour élaborer des politiques de circulation urbaine qui n’opposent pas les voitures et les piétons.[réf. nécessaire]
Administrateur de la RATP, il amorce et poursuit une politique de rapprochement avec les organismes de transport en commun. Il participe à l’élaboration du Plan de déplacements urbains à l’échelon régional et il anime un Groupe de réflexion sur l’application des technologies nouvelles aux déplacements.[réf. nécessaire]
Il est membre du Conseil supérieur des administrations parisiennes de 1998 à 2002.[réf. nécessaire]
De 1995 à 2004, il est sénateur de Paris, membre du groupe des Républicains indépendants, puis de l’UMP. Au Sénat, il est membre de la Commission des affaires étrangères, de la défense et des forces armées, membre du groupe d’Études Prospectives, et mène son action parlementaire notamment dans les domaines de la sécurité, de la justice, de la délinquance des mineurs, de la défense nationale, des transports, de l’immigration, du tourisme et des métiers d’art. 
En 2001, il est membre de la délégation française à la 56e session de l’Assemblée générale des Nations unies à New York. Il participe aux groupes d’amitié France-Maroc, France-Pays du golfe, France-Madagascar et Pays de l’océan indien.
Il est membre du bureau politique de l’UMP en 2002. En 2003 il est élu rapporteur de la Commission d’enquête du Sénat sur La politique nationale de lutte contre les drogues illicites et fonde le Groupe interparlementaire de Refus de la banalisation des drogues. Il rédige une proposition de loi relative à la lutte contre la toxicomanie dans laquelle il propose de modifier la loi de 1970 sur la consommation et le trafic de drogue. Il est également l'auteur d'une proposition de loi organique tendant à instaurer une suite parlementaire au rapport de la cour des comptes.
En 2004, il est nommé par le Premier Ministre parlementaire en mission auprès du Secrétaire d’État au tourisme Léon Bertrand. Il remet un rapport au Premier Ministre sur l'Accueil des touristes dans les grands centres de transit.
Il ne se représente pas aux élections sénatoriales de septembre 2004. En septembre 2004, il est nommé au Conseil économique et social par le Président de la République, au titre des personnalités qualifiées dans le domaine économique, social, scientifique ou culturel. Il siège de 2005 à 2010 dans la section du cadre de vie. Il est membre du Conseil national du tourisme.

## Activités dans le domaine du sport
Il est l'auteur de trois livres techniques et historiques sur ces sports. Défense et illustration de la Boxe Française est considéré comme un ouvrage de référence. Il présente la philosophie de ce sport, l’esprit dans lequel il est enseigné qui privilégie l’éducation physique et morale et la beauté du geste, l’efficacité étant la conséquence naturelle de la perfection technique. Ce livre est aussi la principale analyse technique et physiologique des principes d'efficacité des lancer-frapper utilisés dans les sports de combat.
Pilote privé, il pratique le planeur et le vol moteur. Il a également enseigné le ski alpin en auberge de jeunesse, pratiqué le parachutisme et le tennis.

## Activités diverses
Passionné par les montres anciennes, les horloges, les automates, les musiques mécaniques, il rassemble des pièces qui lui paraissent des « synthèses de la science, de la technique et de l’art de leur époque ». 
À l’Hôtel Ambassador à Paris, il organise des expositions (automates, objets insolites…) dans le but de faire découvrir des aspects méconnus de l’inventivité française.

## Publications
- Défense et illustration de la Boxe Française, Sedirep, 1972
- La Boxe Française par l’image, Éditions Judo International, 1973
- La Boxe intégrale, Sedirep, 1973
- Retrouver la sécurité, Plon 1986
- Drogue, l’autre cancer, Sénat
- Cannabis, scandaleuses complaisances, Éditions François-Xavier de Guibert, 2004
- L’accueil, une fierté française, La documentation française, 2004
- Le tourisme d’affaire : un atout majeur pour l’économie, CES, 2007
- Améliorer l’image de la France, CES, 2010
- Quand les murs avaient la parole, la mémoire politique des libéraux 1966-2002DVD, 2011
- Boxe Française et canne de combat 1948-1968, DVD, 2012
- Sois heureux, c'est le secret du vrai bonheur, Éditions Les Aldières, 2013
- Le Discours, une passion française, Éditions des Aldières, 2015
- Salut les Coquins, Illustré, Éditions des Aldières, 2017
- Salut les Coquins, Sans illustrations, Éditions Persée. 2018
- Les vertus militaires au service de la France, Éditions Les Aldières, 2018
- La Table française et l'Argenterie, Éditions Les Aldières, 2018
- Le Cantal éternel, Éditions Les Aldières, 2018
- La vie à deux.Éloge du couple, Editions Les Aldières, 2019
- Au bonheur des mots. Au plaisir des citations, Éditions Les Aldières, 2019
- Les bras m'en tombent des mains, Editions Les Aldières, 2020

## Distinctions
- Chevalier de la Légion d'honneur.
- Officier de l'ordre national du Mérite
- Médaille de la jeunesse, des sports et de l'engagement associatif, bronze
- Médaille des services militaires volontaires, bronze